# براينت سالتر
براينت سالتر (بالإنجليزية: Bryant Salter)‏ هو لاعب كرة قدم أمريكية أمريكي، ولد في 22 يناير 1950 في بيتسبرغ في الولايات المتحدة.

## وصلات خارجية
- براينت سالتر على موقع مرجع كرة القدم المحترفة.كوم (الإنجليزية)